# Canthon dives
Canthon dives là một loài bọ cánh cứng trong họ Bọ hung (Scarabaeidae).